# Parelborstzwaluw
De parelborstzwaluw (Hirundo dimidiata) is een zwaluw uit het geslacht Hirundo.

## Verspreiding en leefgebied
Deze soort komt voor in zuidelijk en zuidelijk-centraal Afrika en telt twee ondersoorten:
- H. d. marwitzi: van Angola en zuidelijk Congo-Kinshasa tot noordoostelijk Zuid-Afrika en westelijk Mozambique.
- H. d. dimidiata: van Namibië en Botswana tot zuidelijk Zuid-Afrika.

## Status
De grootte van de populatie is niet gekwantificeerd maar de soort wordt omschreven als schaars tot plaatselijk algemeen. Op de Rode lijst van de IUCN heeft deze soort de status niet bedreigd.